# Strike Me Pink
Pour plus de détails, voir Fiche technique et Distribution.
Strike Me Pink est un film américain réalisé par Norman Taurog, sorti en 1936.

## Synopsis
Un employé névrosé d'un parc d'attractions est contraint de s'affirmer face à une bande de racketteurs de machines à sous...

## Fiche technique
- Titre : Strike Me Pink
- Réalisation : Norman Taurog
- Scénario : Frank Butler, Walter DeLeon, Francis Martin et Philip Rapp d'après une histoire de Clarence Budington Kelland
- Photographie : Merritt B. Gerstad
- Montage : Sherman Todd
- Producteur : Samuel Goldwyn
- Pays d'origine : États-Unis
- Format : Noir et blanc - 1,37:1 - Mono
- Genre : musical, comédie dramatique
- Date de sortie : 1936

## Distribution
- Eddie Cantor : Eddie Pink
- Ethel Merman : Joyce Lennox
- Sally Eilers : Claribel Higg
- Harry Parke : Parkyakarkus
- William Frawley : M. Copple
- Gordon Jones : Butch Carson
- Brian Donlevy : Vance
- Jack La Rue : M. Thrust
- Dona Drake : Mlle Fifi
- Edward Brophy : Killer
- Don Brodie : M. Marsh
- Stanley Blystone : Miller
- Charles C. Wilson : Hardie